# Paracomantenna goi
Paracomantenna goi är en kräftdjursart som beskrevs av Ohtsuka, Boxshall och Michitaka Shimomura 2005. Paracomantenna goi ingår i släktet Paracomantenna och familjen Aetideidae. Inga underarter finns listade i Catalogue of Life.